# صموئيل توماس رايت
صموئيل توماس رايت هو سياسي كندي، ولد في 19 ديسمبر 1887 في تورونتو في كندا، وتوفي بنفس المكان في 28 يناير 1948. نشط حزبياً في حزب أونتاريو المحافظ التقدمي. وقد انتخب عضو برلمان مقاطعة أونتاريو.